# Nicholas Barker
Nicholas Barker é um baterista da Inglaterra é considerado um dos bateristas mais rápidos do mundo no seu estilo musical. Já tocou em diversas bandas como Cradle of Filth, Dimmu Borgir, Brujeria, Old Man's Child, Lock Up, Testament, Monolith e ainda o Driven By Suffering. Em 2011 participou de um Tributo em homenagem ao Chuck Schuldiner do Death (banda) foi chamado de (The Ultimate Death Tribute DVD). Em 2012 fez uma participação com o Sepultura (banda). 
Foram trabalhos realizados com uma bateria técnica muito rápida, batidas extremamente exatas de explosão cilíndrica em tempo real. Uma de suas habilidades que passam despercebidas por muitos é seu tempo "ímpar" com natural suficiência de multi-tom em sua exatidão dinâmica. Sua banda atual é a Benediction, mas depois da divisão da famosa banda de Black Metal Gorgoroth, Nicholas foi convidado para assumir a bateria na nova turnê da banda.
Suas influências são: Neil Peart (Rush), Gene Hoglan (Dark Angel, Death, Strapping Young Lad), Nicko McBrain (Iron Maiden), Dave Lombardo (Slayer) e Pete Sandoval (Morbid Angel).

## Equipamento
- Kit de bateria c/ Dimmu Borgir (Death Cult Armageddon Tour - 2003)
- Drums - Pearl Masterworks Hand-Made Maple - High Gloss Lacquered Piano Black Finish
  - 14"x3.5" FB-1435C Free Floating Piccolo Snare
  - 10"x10" Tom
  - 12"x12" Tom
  - 13"x13" Tom
  - 14"x14" Tom
  - 16"x16" Floor Tom
  - 20"x18" Bass Drum (x2)

- Prato - Paiste Cymbals
  - 24" Dimensions Mega Power Bell Ride (descontinuado)
  - 22" Signature Power Ride
  - 21" RUDE China (descontinuado)
  - 20" 2002 Novo China
  - 18" 2002 Novo China
  - 18" 2002 Medium Crash
  - 17" Signature Power Crash
  - 16" Visions Crash (descontinuado)
  - 15" 2002 Crash
  - 14" Signature Power Hi-Hats
  - 13" Signature Power Hi-Hats
  - 11" Dimensions Thin Splash (descontinuado)
  - 10" RUDE Splash
  - 8" 2002 Splash
  - 8" Visions Cup Chime (descontinuado)
  - 6½"  Visions Cup Chime (descontinuado)

- Hardware
  - Pearl Hardware, Rack System
  - Trick Kick Pedals

- Miscelânea
  - Vic Firth 5BN Sticks
  - Remo Heads: Emperor X on snare drum, Emperors on the toms, Ebony Ambassador bottoms.

- Eletrônicos
  - Ddrum Redshot Triggers

## Discografia

### Brujeria
- Brujerizmo (2000, Roadrunner Records)

### Cradle of Filth
- The Principle of Evil Made Flesh (1994, Cacophonous Records)
- Vempire or Dark Faerytales in Phallustein (1996, Cacophonous Records)
- Dusk... and Her Embrace (1996, Music for Nations)
- Cruelty and the Beast (1998, Music for Nations)

### Dimmu Borgir
- Puritanical Euphoric Misanthropia (2001, Nuclear Blast)
- Alive in Torment EP (2001, Nuclear Blast)
- World Misanthropy EP (2002, Nuclear Blast)
- World Misanthropy DVD (2002, Nuclear Blast)
- Death Cult Armageddon (2003, Nuclear Blast)

### Lock Up
- Pleasures Pave Sewers (1999, Nuclear Blast)
- Hate Breeds Suffering (2002, Nuclear Blast)
- Play Fast Or Die (Live In Japan) (2004, Toy Factory)
- Necropolis Transparent (2011)

### Monolith
- Sleep With The Dead 7" (1992, Cacophonous Records)
- Tales of the Macabre (1993, Vinyl Solution)

### Old Man's Child
- In Defiance of Existence (2003, Century Media Records)

### Winter's Thrall
- In:Through:Out EP (2007, independente)

### Noctis Imperium
- Glorification Of Evil: The Age Of The Golden Dawn LP (2008, Ariah Records)